# 漢國置業
漢國置業有限公司，簡稱漢國置業（英語：Hon Kwok Land Investment Company, Limited，港交所：0160），在1965年由多名投資者創立，主要從事物業發展、物業投資及物業相關業務，為建業實業有限公司之子公司。漢國置業的業務主要集中於香港及中國内地的深圳、廣州、南海和重慶。

## 歷史

### 1965年-1979年
在1965年，漢國置業由多名投資者創立。
在1972年9月16日，漢國置業於香港交易所主板上市。

### 1980年-1989年
建業實業有限公司於1985年收購漢國置業。同年，漢國置業收購位於香港淺水灣淺水灣道67號 The Somerset全幢大廈
。

### 1990年-1999年
在1990年，王世榮博士被委任為公司主席。
在1995年，漢國置業以8305萬港元購買香港深井麗都花園共151個車位。
位於香港尖沙咀的漢國佐敦中心在1997年落成。同年，漢國置業成立全資附屬公司漢國置業（中國）有限公司，銳意開拓內地市場。

### 2000年-2009年
漢國置業與力寶華潤在香港鑽石山斧山道發展的帝峯豪苑住宅項目於2000年落成。
在2002年，漢國置業完成首個中國內地項目城市綠洲花園。
重慶漢國中心於2009年建成。

### 2010年-2019年
寶軒酒店(尖沙咀)及寶軒酒店(中環)分別於2010年及2011年開業。
漢國置業在2015年以6.86億元投得香港葵涌健全街11號項目，出租作為數據中心之用。
位於中國廣州天河區綠帶內植物園附近的寶翠園於2016年完成發展，有關發展項目之總樓面面積約為229000平方米。
在2017年12月，漢國置業出售位於中國廣州的解放大廈。
深圳漢國城市商業中心於2018年落成，樓高75層，總樓面面積約為128000平方米。

## 主要發展及投資項目

### 香港
- 漢國佐敦中心
- 寶軒酒店(中環)
- 寶軒酒店(尖沙咀)
- 葵涌數據中心
- 淺水灣南灣道住宅地（50%）

### 廣洲
- 寶翠園
- 港滙大廈

### 佛山南海
- 雅瑤綠洲

### 深圳
- 深圳漢國城市商業中心
- 城市天地廣場
- 寶軒酒店(深圳)

### 重慶
- 重慶漢國中心
- 重慶金山商業中心

## 連結
- 漢國置業 （页面存档备份，存于）